# Porrerus dominicanus
Porrerus dominicanus is een uitgestorven netvleugelig insect dat behoort tot de familie mierenleeuwen (Myrmeleontidae) en de onderfamilie Myrmeleontinae.